# 8439 Albellus
8439 Albellus è un asteroide della fascia principale. Scoperto nel 1973, presenta un'orbita caratterizzata da un semiasse maggiore pari a 3,1571036 UA e da un'eccentricità di 0,1420835, inclinata di 0,99057° rispetto all'eclittica.